# Bocholt, Hechtel-Eksel, Meeuwen-Gruitrode, Neerpelt en Peer
Bocholt, Hechtel-Eksel, Meeuwen-Gruitrode, Neerpelt en Peer este o arie protejată (arie specială de conservare — SAC, sit de importanță comunitară — SCI, arie de protecție specială avifaunistică — SPA) din Belgia întinsă pe o suprafață de 9.863 ha, integral pe uscat.

## Localizare
Centrul sitului Bocholt, Hechtel-Eksel, Meeuwen-Gruitrode, Neerpelt en Peer este situat la coordonatele 51°07′00″N 5°25′00″E / 51.1167°N 5.4167°E.

## Înființare
Situl Bocholt, Hechtel-Eksel, Meeuwen-Gruitrode, Neerpelt en Peer a fost declarat arie de protecție specială avifaunistică în octombrie 1988 pentru a proteja 6 specii de animale. Alte tipuri de protecție:
- sit de importanță comunitară (în ianuarie 1900)
- arie specială de conservare (în ianuarie 1900)[1][2]

## Biodiversitate
Situată în ecoregiunea atlantică, aria protejată nu include niciun habitat protejat.
La baza desemnării sitului se află mai multe specii protejate de  păsări (6): pescăruș albastru (Alcedo atthis), caprimulg (Caprimulgus europaeus), erete cenușiu (Circus pygargus), presură de grădină (Emberiza hortulana), gușă albastră (Luscinia svecica), viespar (Pernis apivorus).